# Poia d'Arno
Il Poia d'Arno è un torrente della provincia di Brescia lungo 8 km. Nasce dal Monte Re di Castello, nel Gruppo dell'Adamello, forma il lago d'Arno e confluisce da sinistra nel Poia all'altezza di Isola, frazione di Cevo, in Val Camonica. I comuni attraversati sono Cedegolo e Cevo. È noto anche come Ghilarda nel tratto iniziale, prima di alimentare il lago d'Arno.